# Таємна рада Англії
Таємна рада Англії (англ. Privy Council of England, His (or Her) Majesty's Most Honourable Privy Council, лат. concilium familiare, concilium privatum et assiduum) — державний орган, який консультував суверена Англійського королівства. Його членами були високопосадовці Палати лордів і Палати громад, а також провідні церковні діячі, судді, дипломати, воєначальники.
Таємна рада була могутньою установою. Відала питаннями здійснення королівських прерогатив і надання королівських хартій, видавала спеціальні розпорядження, виконувала судові функції.